# M/S Gustaf Lagerbjelke

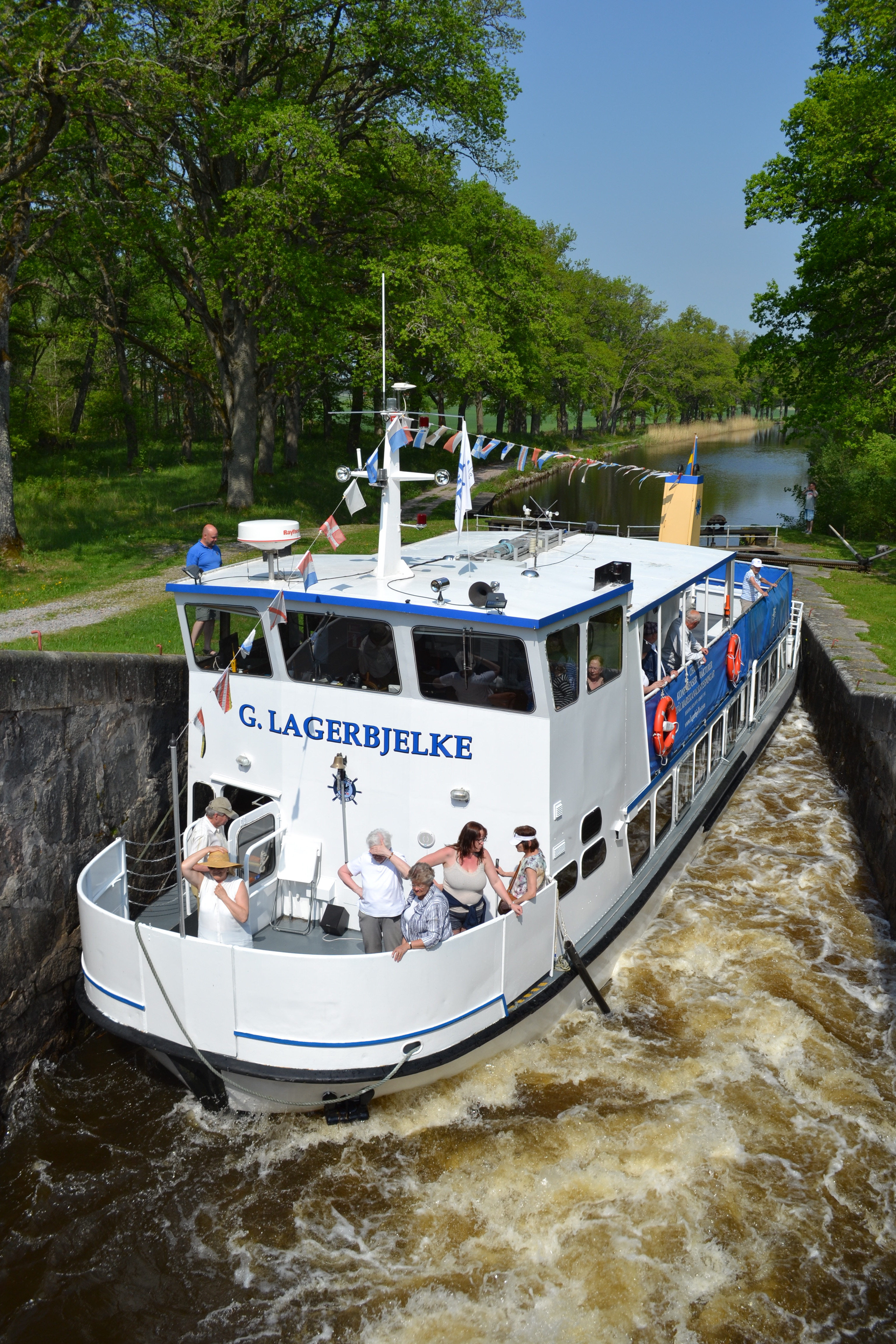
Kryssning i Hjälmare kanal

M/S Gustaf Lagerbjelke är ett svenskt passagerarfartyg. 
M/S Gustaf Lagerbjelke byggdes som M/S Strömsholms Kanal av Walls Båtbyggeri i Sjötorp 1984 till Rederi AB Mälaren–Hjälmaren. Hon byggdes för att segla i Strömsholms kanal. Efter att ha gått i trafik på Strömsholms kanal, Mälaren och Hjälmaren för detta rederi till 1989, såldes hon till Arboga Rederi AB detta år och omdöptes till M/S Gustaf Lagerbjelke. År 2011 övertogs hon av Rederi AB M/S Lagerbjelke i Örebro. 